# Кузель (Кемеровская область)
Кузель (шор.  ) — разъезд в Тайгинском городском округе Кемеровской области России.

## География
Разъезд Кузель расположен в северной части Кемеровской области и находится на берегу реки Березовка 2-я, к северу протекает Кузель.
Уличная сеть
состоит из 14 географических объектов:
- Переулки — Вокзальный пер., Октябрьский пер., Почтовый пер., Трактовый пер., Школьный пер.
- Улицы — ул. Заречная, ул. Зелёная, ул. Логовая, ул. Молодежная, ул. Октябрьская, ул. Почтовая, ул. Трактовая, ул. Школьная.

Климат
резко континентальный. Зима морозная, длительная, а лето короткое.

## Население
| 2010 |
| ---- |
| 359  |

Национальный состав
Согласно результатам переписи 2002 года, в национальной структуре населения русские составляли 95 % от общей численности населения в 520 жителей

## Инфраструктура
В посёлке имеется одноимённый разъезд (бывшая железнодорожная станция) Кузель на Транссибирской магистрали.

## Транспорт
Автомобильный, автобусный и железнодорожный транспорт.